# Vĩnh Hiệp, Vĩnh Châu
Vĩnh Hiệp là một xã thuộc thị xã Vĩnh Châu, tỉnh Sóc Trăng, Việt Nam.

## Địa lý
Xã Vĩnh Hiệp nằm ở phía tây bắc thị xã Vĩnh Châu, có vị trí địa lý:
- Phía đông giáp Phường 1 và phường Khánh Hòa
- Phía tây giáp phường Vĩnh Phước và huyện Mỹ Xuyên
- Phía nam giáp phường Vĩnh Phước
- Phía bắc giáp huyện Mỹ Xuyên.

Xã Vĩnh Hiệp có diện tích 38,44 km², dân số năm 2022 là 10.493 người, mật độ dân số đạt 272 người/km².

## Hành chính
Xã Vĩnh Hiệp được chia thành 9 ấp: Đặng Văn Đông, Kinh Mới, Ngã Tư, Phạm Kiểu, Tân Hưng, Tân Lập, Tân Thành A, Tân Thành B, Tân Tỉnh.

## Lịch sử
Trước đây, Vĩnh Hiệp là một xã thuộc huyện Vĩnh Châu.
Ngày 15 tháng 9 năm 1981, Hội đồng Bộ trưởng ban hành Quyết định số 70-HĐBT về việc thành lập các xã Vĩnh Hiệp, Vĩnh Tỉnh, Vĩnh Tiến trên cơ sở một phần của xã Vĩnh Phước.
Ngày 16 tháng 9 năm 1989, Hội đồng Bộ trưởng ban hành Quyết định số 128-HĐBT. về việc sáp nhập xã Vĩnh Tỉnh vào xã Vĩnh Hiệp.
Sau khi phân vạch địa giới hành chính, xã Vĩnh Hiệp có 2.748,51 ha diện tích tự nhiên và 5.128 nhân khẩu.
Ngày 7 tháng 12 năm 1990, Ban Tổ chức – Cán bộ Chính phủ ban hành Quyết định số 547/TCCP về việc sáp nhập phần còn lại của xã Vĩnh Tiến mới giải thể bao gồm 1.045,73 ha diện tích tự nhiên và 1.907 nhân khẩu vào xã Vĩnh Hiệp.
Sau khi phân vạch địa giới hành chính, xã Vĩnh Hiệp có 3.794,24 ha diện tích tự nhiên và 7.259 nhân khẩu.
Từ ngày 25 tháng 8 năm 2011, Chính phủ ban hành Nghị quyết số 90/NQ-CP về việc thành lập thị xã Vĩnh Châu thuộc tỉnh Sóc Trăng. Xã Vĩnh Hiệp trực thuộc thị xã Vĩnh Châu.